# Salobre
Salobre é um município da Espanha na província de Albacete, comunidade autónoma de Castilla-La Mancha, de área 49,83 km² com população de 603 habitantes (2006) e densidade populacional de 12,34 hab/km².

## Demografia
| Variação demográfica do município entre 1991 e 2004 | Variação demográfica do município entre 1991 e 2004 | Variação demográfica do município entre 1991 e 2004 | Variação demográfica do município entre 1991 e 2004 |
| --------------------------------------------------- | --------------------------------------------------- | --------------------------------------------------- | --------------------------------------------------- |
| 1991                                                | 1996                                                | 2001                                                | 2004                                                |
| 670                                                 | 644                                                 | 574                                                 | 611                                                 |